# نبرد خلیج هاربر
نبرد خلیج هاربر نام نبردی است که از ۳۱ مه تا ۱۲ ژوئن سال ۱۸۶۴ در ایالات متحده آمریکا به وقوع پیوست و مهمترین پیکار آن در ۳ ژوئن رخ‌داد. این نبرد یکی از نبردهای نهایی ارتش اتحادیه به فرماندهی ژنرال ارشد یولیسیز سایمن گرانت در طول جنگ داخلی آمریکا بود که از آن به عنوان یکی از خونین‌ترین نبردهای تاریخی آمریکا یاد می‌شود. هزاران نفر از سربازان ارتش اتحادیه در حمله‌ای ناامیدانه علیه مواضع مستحکم ارتش ایالات مؤتلفه که در فرماندهی ژنرال رابرت ئی. لی قرار داشت، کشته یا زخمی شدند.